# Grad Rožek (Rudolfseck)
Grad Rožek (nemško Rudolfseck) je bil grad, od katerega so danes vidni le še ostanki ruševin. Stal je nad potokom Drtijščica severno od Moravč. Ruševine so nedaleč stran od Gradiškega jezera.
V starih listinah se grad Rožek omenja že leta 1249. Grajske razvaline v bližini cerkve sv. Mohorja (511 mnm) v Moravški dolini so ostanki izrazitega primera srednjeveškega gradu. Grad - stolpaste oblike - je bil utrjen z obzidjem in obrambnimi stolpi. 

## Zgodovina
Grad se v listinskih virih prvič omenja šele leta 1367. Pozidali so ga nekaj let prej gospodje vitezi Galli iz Gamberka, na posesti, ki je bila fevd koroškega (in kranjskega) deželnega kneza. Od njega so ga imeli v zastavi goriško-tirolski grofje. Z izumrtjem  goriških grofov je zastava prešla na Celjske grofe. Leta 1367 sta v listini omenjena Konrad pl. Gall z Rožeka in njegov sin Hans, ki sta grad predala grofu Frideriku Celjskemu in ga takoj dobila nazaj v fevd. Podelitev fevda je bila potrjena leta 1424 Andreju Gallu. Po izumrtju Celjskih po moški liniji leta 1456 je tudi grad in gospostvo Rožek prešlo v neposredno last Habsburžanov, od katerih so ga imeli v fevdu pl. Galli. Tisti čas je bil lastnik Jurij pl. Gall. Po tem gradu se je začel imenovati del zelo številne rodbine Gallov v obliki predikata »zu Rudolfseck«.
Leta 1515, ob velikem kmečkem uporu so puntarji grad zavzeli in ga močno poškodovali. V tistem času je na gradu gospodaril David pl. Gall, leta 1544 Krištof, med letoma 1547 in 1553 Martin in leta 1572 Janez pl. Gall. Franc Krištof pl. Gall je leta 1590 polovico gospostva prodal Maksimilijanu pl. Gallu, drugo polovico pa so bratje Andrej, Krištof, Martin Rudolf, Jošt Jožef in Sigfrid pl. Galli prodali Viljemu pl. Gallu. Od 1596 do 1603 je bil lastnik te polovice Andrej pl. Gall, ki je posest kot fevd prodal Juriju baronu Lenkoviču. Slednji je že čez eno leto posest prodal Jožefu Posarelliju.  Nato naj bi posest ponovno prišla v roke Gallov saj se v listini iz leta 1641 omenja Gotfried z Rožeka. V Valvasorjevem času je bila posest v lasti Friderika barona Galla, grad pa je bil tedaj že razvalina. Ko je v 17. stoletju grad začel propadati, in tudi postal odročen in neudoben, so se Galli preselili na novo zgrajena gradova Češnjice in Moravče.
V času protestantizma je bila na Rožeku luterantska kapela z grobnico.  Številni člani rodbine Gallov so bili dokaj aktivni protestanti.
Grad Rožek omenja tudi  Valvasor v Slavi vojvodine Kranjske: »Grad stoji na Gorenjskem, tri milje od Ljubljane, v Moravški dolini med visokimi gorami na strmem hribu. Nekoč je bil najbolje zavarovan s stolpi in močnim obzidjem in je imel precej dohodkov. Ko pa so te dohodke sem in tja razdelili, zaradi priročnosti druge gradove z njimi zidali, posebno grad Moravče in Češnjice, so Rožek docela zapustili; zato je dandanes čisto pust in razpadel.«